# آرام بشتاب
به‌آرامی تعجیل کن یا آرام بشتاب (به لاتین: Festina lente) (به یونانی: σπεῦδε βραδέως / speûde bradéōs) پندی کلاسیک و بیانی نقیضی است، به این معنی که باید بین سرعت و دقت، تعادل برقرار باشد  تا بهترین نتیجه حاصل شود. به بیانی دیگر، شتاب خوب است ولی حتی «عجله کردن» هم باید به‌آهستگی و با دقت و آرامش صورت بگیرد. این پند شعار چندین کس بوده است، از جمله امپراتور آوگوستوس، امپراتور تیتوس،  و خاندان مدیچی. اصل عبارت از یونانی کلاسیک است که به لاتین ترجمه شده.

## تاریخ
سوئتونیوس، تاریخ‌نگار رومی، در زندگی قیصرها نوشته است، آوگوستوس از شتاب‌زدگی سرداران بیزار بود، به همین دلیل «آرام بشتاب» شعار مورد علاقه‌اش بود.

او معتقد بود هیچ‌چیز بیشتر از شتاب‌زدگی و عجول بودن نازیبندهٔ یک رهبر خوب‌تربیت‌شده نیست، در نتیجه، گفته‌های محبوبش این‌ها بودند: «آرام بشتاب»، «فرمانده محتاط بهتر از فرمانده جسور است»، و «کار نیکو به قدر کافی سریع انجام شده  [ولی نه سریع‌تر از آن]».